# Camaçari
Camaçari város Brazíliában, Bahia államban. Lakosainak száma 300 372 fő (2022). Camaçari Lauro de Freitas, Dias d'Ávila, Mata de São João és Simões Filho községekkel határos.

## Népesség
A település népességének változása:
| Lakosok száma | 161 727 | 242 970 | 286 919 | 304 302 | 309 208 | 300 372 |
|               | 2000    | 2010    | 2015    | 2020    | 2021    | 2022    |